# Polytrichum semilamellatum
Polytrichum semilamellatum là một loài rêu trong họ Polytrichaceae. Loài này được Hook. f. mô tả khoa học đầu tiên năm 1837.